# Будинок на площі Катедральній, 2 (Львів)
Будинок на площі Катедральній, 2 (також кам'яниця Під Левом, конскрипційний № 46) — житловий будинок XVIII століття, пам'ятка архітектури національного значення (охоронний № 1246). Розташований в історичному центрі Львова, на площі Катедральній.

## Історія
Сучасний будинок № 2 збудували у XVIII столітті на місці двох старих кам'яниць — Дармуховської та Якуб-Штольцовської. У 1844 році кам'яницю перебудували.
Наприкінці XIX століття будинок належав Ігнатію Дрекслеру, торговцеві тканинами та білизною, члену міської ради, станом на 1916 рік кам'яниця вже перейшла до його спадкоємців. У 1934 році власником будинку значився Ян Павловський.
За часів Польської республіки у будинку розташовувався взуттєва крамниця «Jotes», за радянських часів — комісійний магазин і аптека Дортраснмедпостачторгу. На початку XXI століття тут розміщений головний офіс видавництва «Апріорі». 

## Опис
Будинок цегляний, чотириповерховий із горищем, прямокутний у плані. Чільний фасад широкий, п'ятивіконний, симетричний. Головний вхід розташований на центральній осі фасаду і виконаний у вигляді простого кам'яного порталу з напівциркульним завершенням. Приміщення на першому поверсі перероблені під магазини та кафе.
На другому поверсі розташований довгий, на всю ширину фасаду, балкон із лаконічною металевою кованою решіткою, який, разом із горизонтальними тягами зверху і знизу вікон четвертого поверху візуально розчленовує фасад; балконні двері розміщені на центральній осі. Вікна другого поверху прикрашені лиштвами та масивними трикутними сандриками на фігурних кам'яних консолях. Головним декоративним елементом фасаду є вапнякова скульптура лева, що посміхається, встановлена у сандрику над балконними дверима, завдяки якій будинок отримав неофіційну назву «кам'яниця Під Левом». Скульптуру встановили під час перебудови 1844 року, її автором, ймовірно, є Павло Ойтелє.
Вікна третього поверху прямокутні, прикрашені лиштвами, підвіконнями на консолях та невеликими маскаронами у вигляді чоловічих голів у шоломах із крилами. Вікна четвертого поверху декоровані лише лиштвами, аналогічними за формою до тих, що розташовані на вікнах поверхом нижче.
Завершується фасад вузьким пояском із дентикул і масивним карнизом на консолях.
В інтер'єрі будинку виділяється оригінальна сходова клітка із довгими одномаршовими сходами.

## Галерея

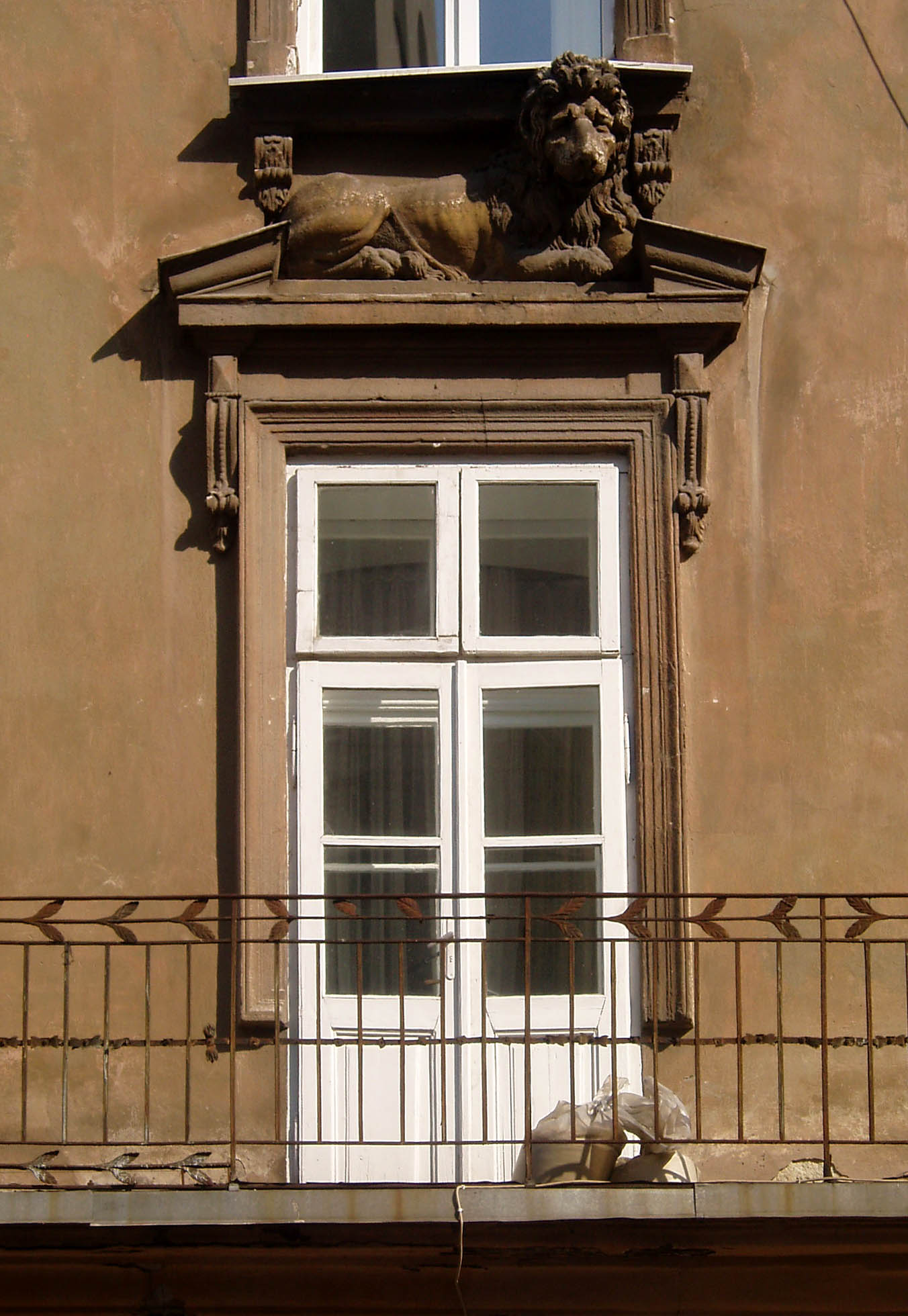
Балконні двері із скульптурою лева

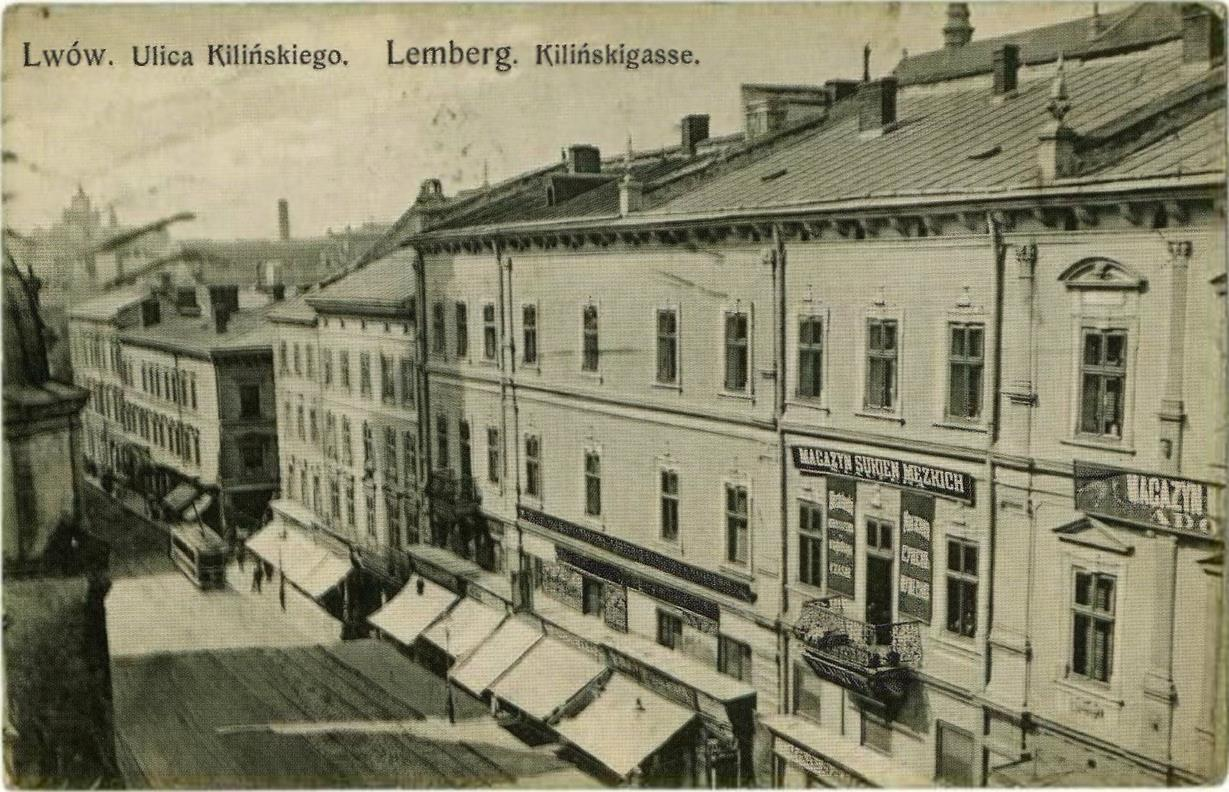
Будинок №2 (вдалині) та №3 (праворуч)